# Мичуринск-Уральский
Мичу́ринск-Ура́льский — один из двух железнодорожных вокзалов города Мичуринска, узловая тупиковая станция, в отличие от станции Мичуринск-Воронежский, Мичуринского региона Юго-Восточной железной дороги.
На станции останавливаются поезда дальнего следования направлением в Москву, Санкт-Петербург, Воронеж, Саратов, Тамбов, Волгоград, Брест, Могилёв, Витебск, Берлин, Астрахань, Нальчик, Симферополь, Ставрополь, Актобе, Мангышлак, Алма-Ату, Владикавказ, Махачкалу, Новороссийск, Уфу и другие. В летний период также назначаются дополнительные поезда на Адлер, Анапу, которые связывают северные регионы страны с южными курортами. Станция является конечным пунктом для пригородных поездов. 
На станции производится смена локомотивов, в том числе в восточном направлении на тепловозную тягу. Поезда, следующие на юг, меняют направление движения. Возле тупикового торца пригородного парка установлен памятник И. В. Мичурину, давшему имя городу и станции.

## Движение поездов

### Пригородное движение
- Мичуринск-Уральский — Воронеж I (по воскресеньям),
- Мичуринск-Уральский — Грязи-Воронежские,
- Мичуринск-Уральский — Песковатка (только в сторону Мичуринска),
- Мичуринск-Уральский — Никольское (не работает),
- Мичуринск-Уральский — Тамбов I,
- Тамбов I — Воронеж I (не работает),
- Мичуринск-Уральский — Кочетовка III (не работает),
- Мичуринск Уральский — Богоявленск,
- Тамбов I — Старое Юрьево (сезонный),
- Мичуринск-Уральский — Раненбург,
- Мичуринск-Уральский — Троекурово (возможен проезд резервным составом по воскресеньям),
- Мичуринск-Уральский — Топиллы (не работает),
- Мичуринск-Уральский — Павелец-Тульский (не работает),
- Мичуринск-Уральский — Ряжск I,
- Мичуринск*Уральский — Рязань II (Не работает).

На этих маршрутах работают(-ли):
РА1, РА2, ЭД9М, ЭД9Т, ЭР9П, ЭР9ПК, ЭР9М.
Пригородные поезда обслуживает в основном ТЧ Отрожка. Раньше на станции Мичуринск-Уральский была ТЧ-11 Мичуринск МВПС. Также природные поезда обслуживала ТЧЭ-12 Кочетовка, которая тоже находится на станции Мичуринск-Уральский. На некоторых схемах движения поездов пригородного сообщения указывают организацию «ДОП МичуринскПригород».

### Дальнее следование
По состоянию на 2024 год через станцию курсируют следующие поезда дальнего следования:
| Круглогодичное обращение поездов | Круглогодичное обращение поездов | Круглогодичное обращение поездов | Круглогодичное обращение поездов |
| № поезда                         | Маршрут движения                 | № поезда                         | Маршрут движения                 |
| -------------------------------- | -------------------------------- | -------------------------------- | -------------------------------- |
| 5 «Лотос»                        | Астрахань — Москва               | 6 «Лотос»                        | Москва — Астрахань               |
| 7                                | Севастополь — Санкт-Петербург    | 8                                | Санкт-Петербург — Севастополь    |
| 9 «Саратов»                      | Саратов — Москва                 | 10 «Саратов»                     | Москва — Саратов                 |
| 17                               | Саратов — Москва                 | 18                               | Москва — Саратов                 |
| 27 «Таврия 2 этажный»            | Симферополь — Москва             | 28 «Таврия 2 этажный»            | Москва — Симферополь             |
| 31                               | Саратов — Москва                 | 32                               | Москва — Саратов                 |
| 33 «Осетия»                      | Владикавказ — Москва             | 34 «Осетия»                      | Москва — Владикавказ             |
| 45                               | Тамбов — Москва                  | 46                               | Москва — Тамбов                  |
| 47                               | Балаково — Москва                | 48                               | Москва — Балаково                |
| 77                               | Ставрополь — Москва              | 78                               | Москва — Ставрополь              |
| 79                               | Адлер — Архангельск              | 80                               | Архангельск — Адлер              |
| 85                               | Махачкала — Москва               | 86                               | Москва — Махачкала               |
| 87                               | Адлер — Нижний Новгород          | 88                               | Нижний Новгород — Адлер          |
| 99                               | Кисловодск — Нижний Новгород     | 100                              | Нижний Новгород — Кисловодск     |
| 109                              | Астрахань — Санкт-Петербург      | 110                              | Санкт-Петербург — Астрахань      |
| 123/124                          | Белгород — Новосибирск           | 123/124                          | Новосибирск — Белгород           |
| 125                              | Новороссийск — Москва            | 126                              | Москва — Новороссийск            |
| 133                              | Дербент — Москва                 | 134                              | Москва — Дербент                 |
| 137                              | Саратов — Москва                 | 138                              | Москва — Саратов                 |
| 307/308                          | Саратов — Барановичи             | 307/308                          | Барановичи — Саратов             |
| 343                              | Балашов — Москва                 | 344                              | Москва — Балашов                 |
| 377                              | Новороссийск — Москва            | 378                              | Москва — Новороссийск            |
| 379В                             | Камышин — Москва                 | 380*Й                            | Москва — Камышин                 |

| Сезонное обращение поездов | Сезонное обращение поездов | Сезонное обращение поездов | Сезонное обращение поездов |
| № поезда                   | Маршрут движения           | № поезда                   | Маршрут движения           |
| -------------------------- | -------------------------- | -------------------------- | -------------------------- |
| 151                        | Анапа — Москва             | 152                        | Москва — Анапа             |
| 155                        | -                          | 156                        | Москва — Анапа             |
| 221                        | Анапа — Архангельск        | 222                        | -                          |
| 225                        | Адлер — Мурманск           | 226                        | Мурманск — Адлер           |
| 245                        | Ейск — Санкт-Петербург     | 246                        | Санкт-Петербург — Ейск     |
| 257                        | Адлер — Печора             | 258                        | Печора — Адлер             |
| 267                        | Новороссийск — Сосногорск  | 268                        | -                          |
| 281                        | Адлер — Череповец          | 282                        | Череповец — Адлер          |
| 283                        | Анапа — Череповец          | 284                        | -                          |
| 285                        | Новороссийск — Мурманск    | 286                        | Мурманск — Новороссийск    |
| 459/460                    | Адлер — Тамбов             | 459/460                    | Тамбов — Адлер             |
| 471                        | Адлер — Москва             | 472                        | Москва — Адлер             |
| 495                        | Адлер — Кострома           | 496                        | Кострома — Адлер           |
| 505/506                    | Новороссийск — Тамбов      | 505/506                    | Тамбов — Новороссийск      |
| 511                        | Адлер — Москва             | 512                        | Москва — Адлер             |
| 513/514                    | Анапа — Тамбов             | 513/514                    | Тамбов — Анапа             |
| 539                        | Анапа — Кострома           | 540                        | -                          |

## История
Станция построена обществом Рязанско-Козловской железной дороги. Название "Уральский" дано по крайней восточной точке этой дороги - городу Уральску.
Первый поезд на станцию Козлов прибыл 4 сентября 1866 года.
В 2013 году платформы для пригородных поездов были оборудованы турникетами.

## Фото

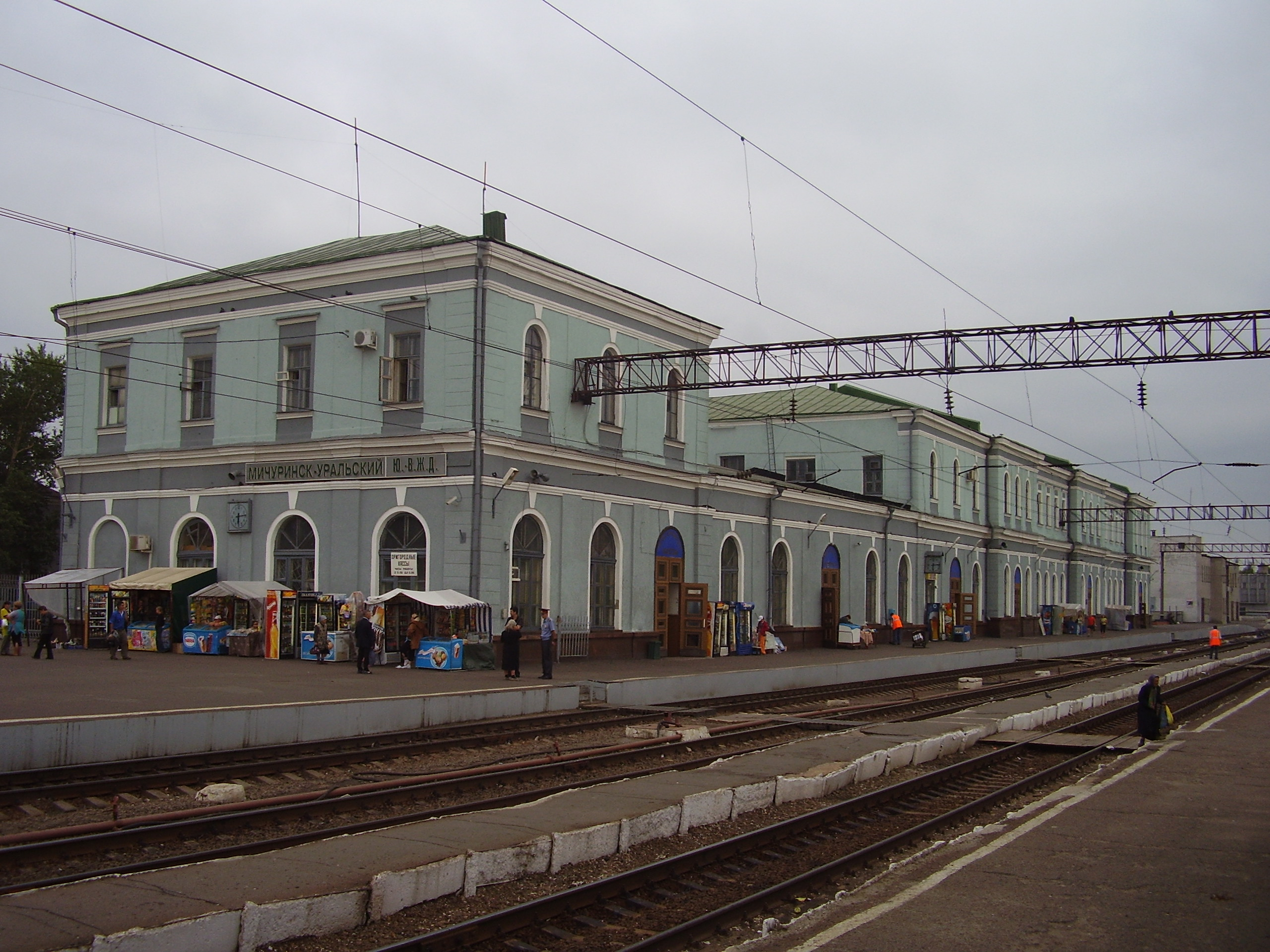
Фасад вокзала со стороны города
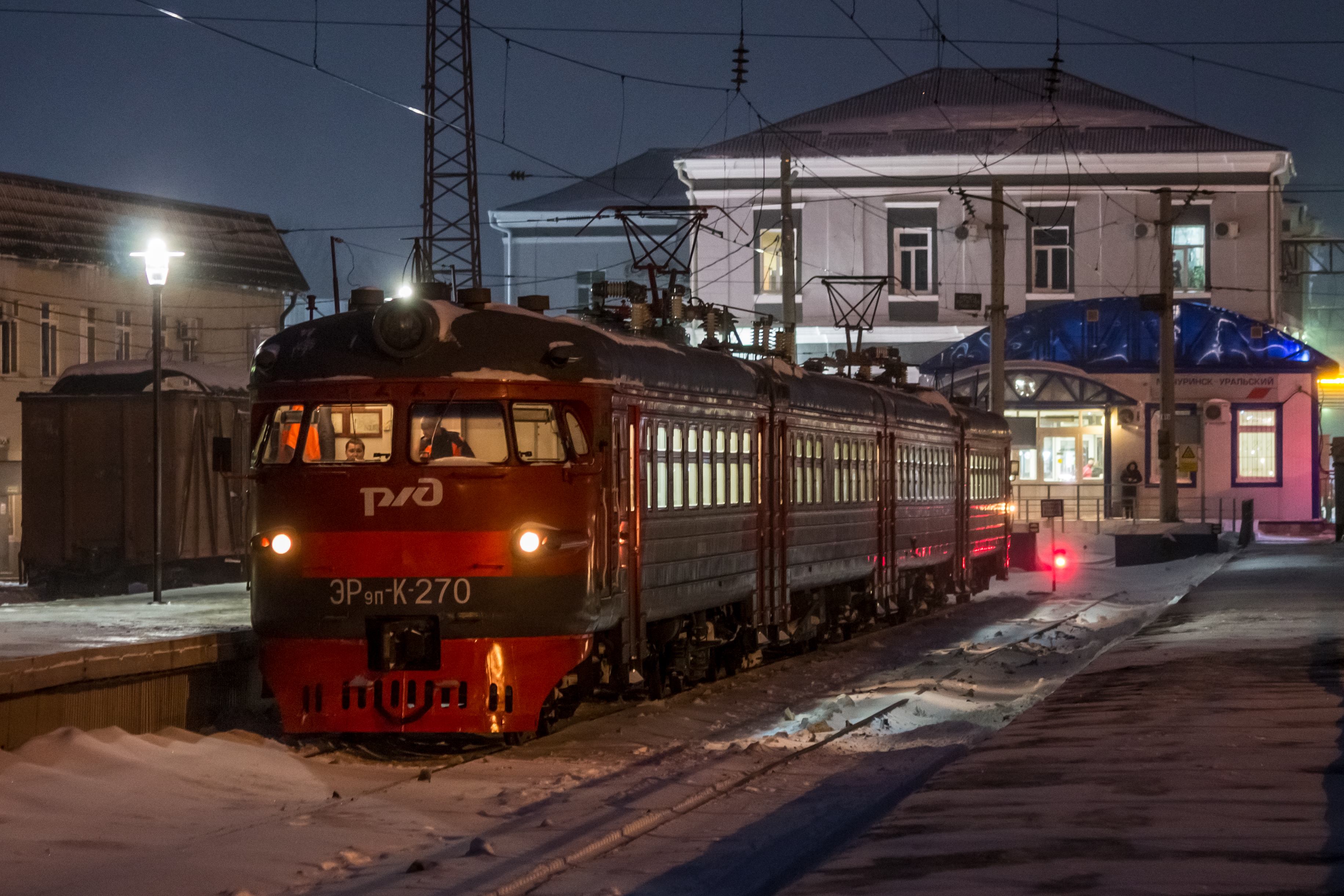
Электропоезд ЭР9пК в тупиках станции